# Giuseppe Bossi
Giuseppe Bossi (29 augustus 1911 - ?) was een Zwitsers voetballer die speelde als aanvaller.

## Carrière
Bossi speelde tussen 1933 en 1937 voor Lausanne-Sport, FC Bern en CA Paris. Hij maakte zijn debuut voor Zwitserland in 1933 en speelde in totaal 4 interlands waarin hij twee keer kon scoren. Hij nam met Zwitserland deel aan het WK 1934 in Italië.